# Jan-Erik Enestam
Jan-Erik Enestam, född 12 mars 1947 i Västanfjärd, Finland, är en finländsk (finlandssvensk) politiker (sfp).
Enestam blev pol. mag. vid Åbo Akademi 1973. Han var kommundirektör i Västanfjärd 1978–1983 och projektchef vid Nordiska ministerrådet 1983–1991. Han var ledamot av Finlands riksdag 1991–2007, och satt även med i Finlands regering mellan 1995 och 2006 på flera olika poster: försvarsminister och jämställdhetsminister 1995, inrikesminister 1995–99, ånyo försvarsminister och nordisk samarbetsminister 1999–2003 samt miljöminister 2003–2006. Han var partiledare för Svenska folkpartiet 1998–2006.
Sedan februari 2007 verkar Enestam som direktör för Nordiska rådet i Köpenhamn.